# Saint-Léger-sur-Dheune
Saint-Léger-sur-Dheune este o comună în departamentul Saône-et-Loire, Franța. În 2009 avea o populație de 1.547 de locuitori.

## Evoluția populației
| An        | 1975  | 1982  | 1990  | 1999  | 2006  | 2009  |
| --------- | ----- | ----- | ----- | ----- | ----- | ----- |
| Populație | 1.433 | 1.459 | 1.424 | 1.321 | 1.461 | 1.547 |